# Alexander Duff, 1. hertug af Fife
Alexander William George Duff, 1. hertug af Fife, KG, KT, GCVO, VD, PC (født 10. november 1849 i Edinburgh, Skotland, død 12. januar 1912 i Aswan, Egypten) var en skotsk adelsmand, der giftede sig ind i det britiske kongehus. 

## Ægteskab
Alexander Duff blev gift med  Princess Royal Louise af Wales, der var den ældste datter af Alexandra af Danmark og kong Edward 7. af Storbritannien.
Begge ægtefæller var tipoldebørn af kong Georg 3. af Storbritannien. 
Prinsesse Louise var datter af kong Edward 7. af Storbritannien, søn af dronning Victoria af Storbritannien, datter af Prins Edward, hertug af Kent og Strathearn, søn af Georg 3. af Storbritannien.
Alexander Duff var søn af Agnes Duff, grevinde Fife (1829–1869), datter af Elizabeth Hay, grevinde af Errol (1801–1856), datter af kong Vilhelm 4. af Storbritannien (1765–1837) og Dorothy Jordan (1761–1816). Vilhelm 4. var søn af Georg 3. af Storbritannien.

## Efterkommere
Der blev født tre børn i ægteskabet mellem Alexander Duff og prinsesse Louise. Hver af døtrene fik en søn.
- Alastair Duff (titulær Markis af Macduff, dødfødt 1890).
- Prinsesse Alexandra, 2. hertuginde af Fife (tituleret H.H. Prinsesse Alexandra af Fife, 1891 – 1959), gift med prins Arthur af Connaught (1883 – 1938), fik en søn:
  - Alastair, 2. hertug af Connaught og Strathearn (1914-1943), fik ingen børn.
- Prinsesse Maud, grevinde af Southesk (tituleret H.H. Prinsesse Maud af Fife, 1893 – 1945), gift med Charles Carnegie, 11. jarl af Southesk, fik en søn.
  - James Carnegie, 3. hertug af Fife (1929-2015) var gift med den ærede Caroline Cecily Dewar (født 1934) (ældste barn af Henry Dewar, 3. baron Forteviot (1906–1993)). Parret fik tre børn:
    - Dødfødt søn (4. april 1958).
    - Lady Alexandra Clare Etherington, født Carnegie (født 1959), gift med Mark Fleming Etherington, (født 1962); har en datter:
      - Amelia Mary Carnegie Etherington (født 2001).

    - David Carnegie,  4. hertug af Fife (født 1961), titulær jarl af Macduff i 1961–1992, titulær jarl af Southesk i 1992–2015, gift med Caroline Anne Bunting (født 1961); har tre sønner:  
      - Charles Duff Carnegie, titulær jarl af Southesk (født 1989), ældste søn af den 4. hertug af Fife.
      - Lord George William Carnegie (født 1991), næstældste søn af den 4. hertug af Fife.
      - Lord Hugh Alexander Carnegie (født 1993), tredje og yngste søn af den 4. hertug af Fife.

## Død
Under en rejse med skib til Egypten i 1911 kæntrede skibet, men familien slap i første omgang uskadt. Alexander Duff blev siden syg, og han døde i Aswan i januar 1912.

## Titler
- Alexander Duff Esq (1849–1857)
- Viscount Macduff (1857–1874)
- Viscount Macduff, MP (1874–1879)
- Den meget ærede Jarl (The Earl) Fife (1879–1880)
- Den meget ærede Jarl (The Earl) Fife, PC (1880–1881)
- Den meget ærede Jarl (The Earl) Fife, KT, PC (1881–1885)
- Den meget ærede Jarlen af Fife, KT, PC (1885–1889)
- Hans Nåde Hertugen af Fife, KT, PC (1889–1901)
- Hans Nåde Hertugen af Fife, KT, GCVO, PC (1901–1904)
- Hans Nåde Hertugen af Fife, KT, GCVO, VD, PC (1904–1911)
- Hans Nåde Hertugen af Fife, KG, KT, GCVO, VD, PC (1911–1912)